# عبد الله بن راشد السيابي
عبد الله بن راشد بن عزيز السَّيّابي (1960) فقيه مسلم وقاضي وشاعر وكاتب عُماني. ولد في سمائل. تخرّج بمعهد القضاء الشرعي سنة 1981. عمل في القضاء في سلطنة عمان.

## سيرته
ولد عبد الله بن راشد بن عزيز السيابي سنة 1380 هـ/ 1960م في سمائل. درس في المعهد الإسلامي فيها ثم التحق بمعهد القضاء الشرعي وتخرج فيه سنة 1981، وأرسل في عامي 1989-90 إلى دورة في العلوم الشرعية بجامعة الأزهر.

عيّن نائبًا لقاضي المحكمة الشرعية بسمائل، ثم قاضيًا بولاية لوى، ثم بالمحكمة الشرعية بمسقط، ثم بمحكمة الاستئناف الشرعية. يعمل نائب رئيس المحكمة العليا بسلطنة عمان.هو عضو في المركز العربي للبحوث القانونية والقضائية بجامعة الدول العربية. وعضو مجلس الدولة العماني.

## مؤلفاته
- الاستنساخ في دور الشريعة الإسلامية، 2010
- رحلتي إلى وادي ميزاب وجبل نفوسة، 2011
- البنوك الإسلامية ودورها في تطوير الفقه، 2012
- معجم القضاة العمانيين، 2017
- الذخيرة فيما قيل في شيخ البصيرة الشيخ العلامة الدكتور إبراهيم بن أحمد بن سليمان الكندي السمدي النزوي من التعازي والمقالات الوفيرة، 2019